# Dödligt vapen
Dödligt vapen (engelska: Lethal Weapon) är en amerikansk actionkomedifilm från 1987 i regi av Richard Donner. I huvudrollerna ses Mel Gibson och Danny Glover.

## Handling
Martin Riggs (Mel Gibson) är en självmordsbenägen polis som aldrig tvekar att kasta sig in i faror. Roger Murtaugh (Danny Glover) är en polis som ser fram emot pensionering då han ska få tillbringa mer tid med sin älskade familj. 
Martin Riggs och Roger Murtaugh blir mot sina viljor arbetspartners. Tillsammans utreder de ett mord på en prostituerad och efter hand märker de att spåren leder till ett gäng internationella heroinsmugglare. Smugglare som inte gillar polisen.

## Om filmen
- Filmen Oscarnominerades för Bästa ljud.
- Filmen hade biopremiär i USA den 6 mars 1987[7] och Sverigepremiär den 14 augusti 1987.[8]

## Rollista i urval
| Danny Glover   | – Roger Murtaugh     |
| Mel Gibson     | – Martin Riggs       |
| Gary Busey     | – Joshua             |
| Mitchell Ryan  | – General McAllister |
| Tom Atkins     | – Michael Hunsaker   |
| Darlene Love   | – Trish Murtaugh     |
| Jackie Swanson | – Amanda Hunsaker    |
| Traci Wolfe    | – Rianne Murtaugh    |